# Тестология (психология)
Тестология (от англ. test — проба, греч. logos — знание) наука о создании методик диагностики и их интерпретации. Как наука тестология появилась в конце 19 и начале 20 веков
Принципы и методы тестологии кроме психологии применяются во многих областях науки, таких как медицина, педагогика, менеджмент. Тестология разных отраслей имеет общие черты, такие как валидность, эффективность, надежность, а различаются спецификой предмета тестирования и особенностями сбора эмпирических данных.
Тестология в психологии одно из ведущих направлений психодиагностики.
История оценки психологических свойств человека с помощью специальных методов берет начало с древности. 3 век до н. э. В Древнем Вавилоне проводили испытания выпускников школ писцов. Пифагор отбирал себе учеников сумевших пройти определённые испытания. В монастыре Шаолинь ученики отбирались по системе оценки мотивации, физических и речемыслительных способностей, эмоциональной устойчивости и пр.
Основателем тестологии считается английский психолог Ф.Гальтон, он провел тестирование на 9337 человек и по 17 показателям выявил особенности психических способностей, физические и физиологические. Особое развитие тестология получила в США и Франции где делался упор на изучении способностей школьников. А.Бине и Т. Симон начали разработку тестов для изучения интеллекта умственно отсталых детей и в 1908 году разработали шкалу определения коэффициента интеллекта (IQ) впоследствии доработанную У. Штерном.
Одним из основоположников психотехнических исследований в России был В. М. Бехтерев который разработал принципы рефлексологии для изучения психофизических качеств человека. В октябре 1901 года А. П. Нечаев открывает первую тестологическую лабораторию на базе которой создаются всевозможные методы психологического и педагогического тестирования.
Валидность психологического тестирования это сопоставление тестовых результатов принятым представлениям о сущности свойств или их роли в деятельности человека.